# 하치만오하시 (도료코코)역
하치만오하시 (도료코코) 역(일본어: 八幡大橋（東陵高校）駅)은 일본 미야기현 게센누마시에 위치한 동일본 여객철도 오후나토 선의 BRT 전용역이다. 국도 제45호선에 위치해 있다.

## 역 주변
- 도료 고등학교

## 역사
- 2017년 4월 1일 : 개업.

## 인접 역
| 동일본 여객철도 오후나토 선      | 동일본 여객철도 오후나토 선 | 동일본 여객철도 오후나토 선 |
| -------------------------------- | --------------------------- | --------------------------- |
| 시시오리카라쿠와 이치노세키 방면 | ■ 오후나토 선 (BRT 구간)    | 오사베 사카리 방면          |